# Ciclisme als Jocs Olímpics d'estiu de 1908 - 100 kilòmetres masculins
La prova dels 100 quilòmetres masculins va ser una de les set proves de ciclisme en pista que es van disputar als Jocs Olímpics de Londres de 1908. Aquesta era la prova més llarga del programa d'aquella edició dels Jocs. El temps màxim per completar la cursa era de 3 hores i 15 minuts. La Challenge Cup va ser entregada pel Príncep de Gal·les al guanyador.
Hi van prendre part 45 ciclistes d'11 països diferents, sent majoria els britànics (11). Es disputà entre el 15 i el 18 de juliol de 1908.

## Medallistess
| Or               | Plata         | Bronze        |
| Charles Bartlett | Charles Denny | Octave Lapize |

## Resultats

### Semifinals
| Posició | Ciclista                     | Temps        |
| ------- | ---------------------------- | ------------ |
| 1       | Andrew Hansson               | 2h 50' 21,4" |
| 2       | Georges Lutz                 | desconegut   |
| 3       | Sydney Bailey                | desconegut   |
| 4       | Paul Texier                  | desconegut   |
| 5       | J. H. Bishop                 | desconegut   |
| 6       | David Robertson              | desconegut   |
| 7-14    | William Anderson             | desconegut   |
| 7-14    | Alwin Boldt                  | desconegut   |
| 7-14    | François Bonnet              | desconegut   |
| 7-14    | Georgius Damen               | desconegut   |
| 7-14    | Gerard Bosch van Drakenstein | desconegut   |
| 7-14    | André Lepere                 | desconegut   |
| 7-14    | Harry Mussen                 | desconegut   |
| 7-14    | J. Norman                    | desconegut   |
| —       | Rudolf Katzer                | No finalitza |
| —       | Frederick McCarthy           | No finalitza |
| —       | Ioannis Santorinaios         | No finalitza |

| Posició | Ciclista              | Temps        |
| ------- | --------------------- | ------------ |
| 1       | Leon Meredith         | 2h 43' 15,4" |
| 2       | Charles Bartlett      | desconegut   |
| 3       | Gustaf Westerberg     | desconegut   |
| 4       | Octave Lapize         | desconegut   |
| 5       | Walter Andrews        | desconegut   |
| 6       | William Pett          | desconegut   |
| 7-9     | Guillaume Coeckelberg | desconegut   |
| 7-9     | Charles Denny         | desconegut   |
| 7-9     | Harry Young           | desconegut   |
| —       | Luigi Arizini         | No finalitza |
| —       | Charles Avrillon      | No finalitza |
| —       | Henri Cunault         | No finalitza |
| —       | Bruno Götze           | No finalitza |
| —       | Pierre Hostein        | No finalitza |
| —       | Robert Jolly          | No finalitza |
| —       | Jean Madelaine        | No finalitza |
| —       | Guglielmo Malatesta   | No finalitza |
| —       | Hermann Martens       | No finalitza |
| —       | William Morton        | No finalitza |
| —       | Dorus Nijland         | No finalitza |
| —       | David Noon            | No finalitza |
| —       | Battista Parini       | No finalitza |
| —       | Thomas Passmore       | No finalitza |
| —       | Paul Schulze          | No finalitza |
| —       | Max Triebsch          | No finalitza |
| —       | Louis Weintz          | No finalitza |

### Final

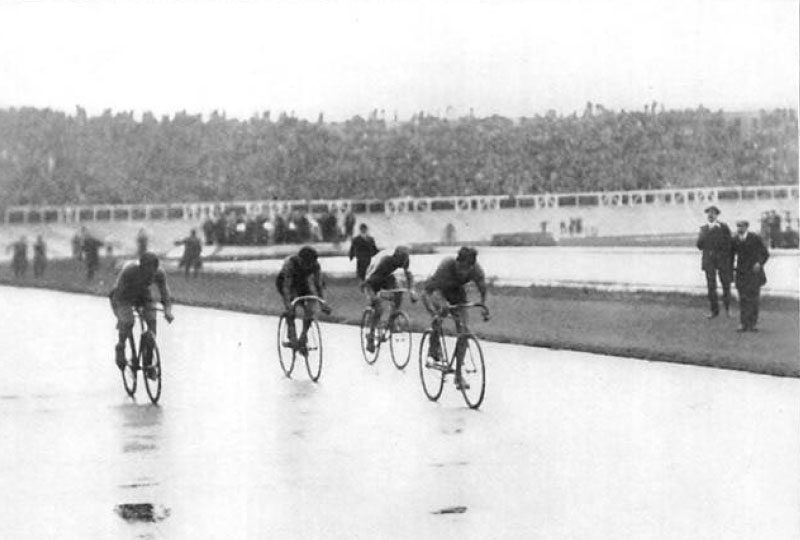
Prova dels 100 km als Jocs Olímpics de Londres

| Posició | Ciclista              | Temps        |
| ------- | --------------------- | ------------ |
| Or      | Charles Bartlett      | 2:41:48.6    |
| Plata   | Charles Denny         | desconegut   |
| Bronze  | Octave Lapize         | desconegut   |
| 4       | William Pett          | desconegut   |
| 5       | Paul Texier           | desconegut   |
| 6       | Walter Andrews        | desconegut   |
| 7       | David Robertson       | desconegut   |
| 8       | Sydney Bailey         | desconegut   |
| —       | J. H. Bishop          | No finalitza |
| —       | François Bonnet       | No finalitza |
| —       | Guillaume Coeckelberg | No finalitza |
| —       | Andrew Hansson        | No finalitza |
| —       | Georges Lutz          | No finalitza |
| —       | Leon Meredith         | No finalitza |
| —       | Harry Mussen          | No finalitza |
| —       | Gustaf Westerberg     | No finalitza |
| —       | Harry Young           | No finalitza |